# J. W. Klawitter

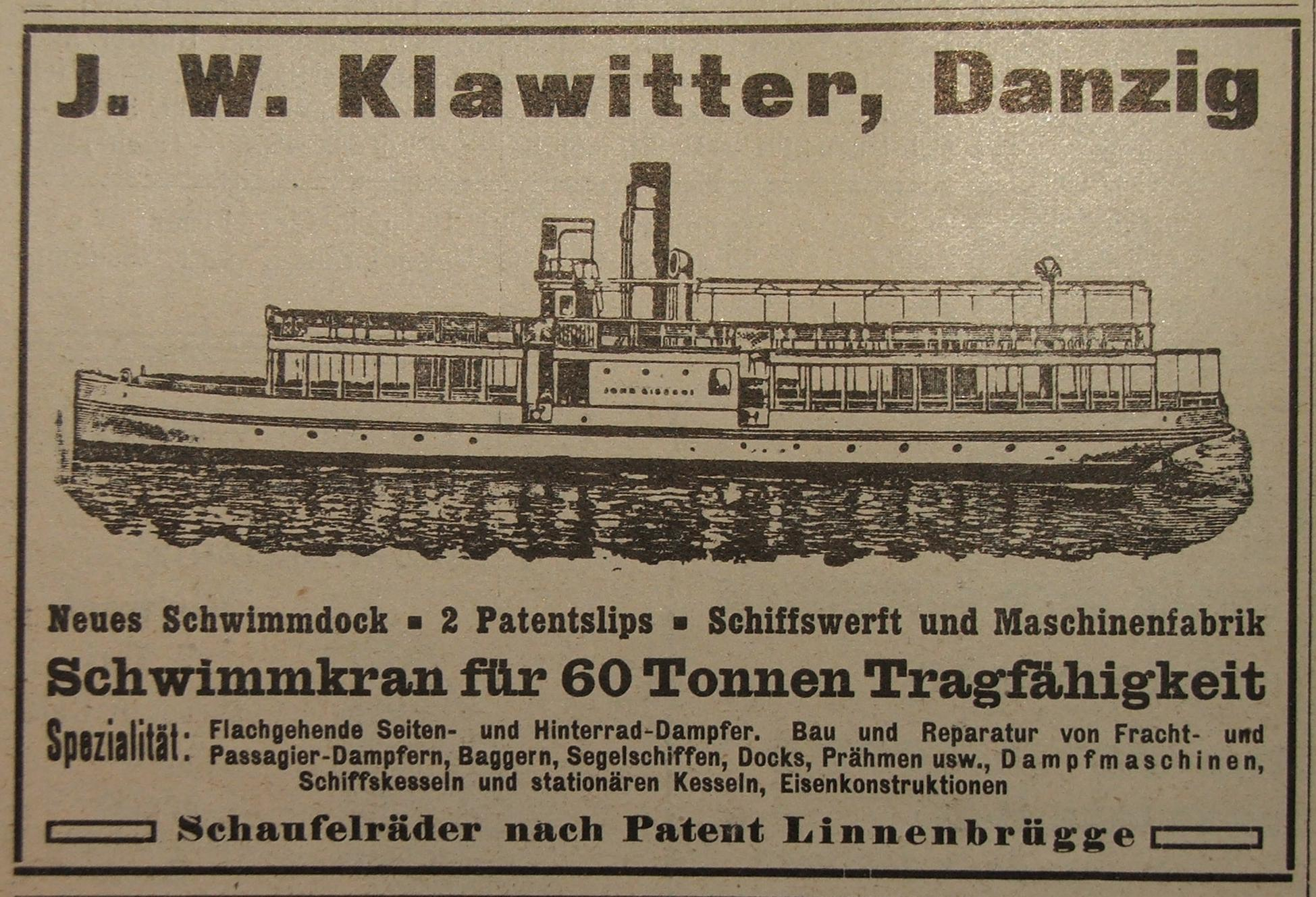
Werbeanzeige der Werft J. W. Klawitter von 1913

Die Danziger Schiffswerft J. W. Klawitter bestand von 1823 bis 1931. Das Unternehmen beschäftigte zu seiner Blütezeit um die Jahrhundertwende etwa 600 Mitarbeiter und zählte damit zu den größeren deutschen Schiffbauunternehmen.

## Geschichte

### Vorgeschichte
Die Ursprünge der Werft gehen auf George Klawitter zurück, der im Jahr 1712 als 1. Schiffbauer der Danziger Schiffszimmermannsgilde verzeichnet wird. Johann Jacob Klawitter (geb. 1767) wurde 1804 als Ältermann dieser Gilde genannt. Ab 1823 baute er mit seinem Sohn Johann Wilhelm Klawitter in Danzig Schiffe.

### Johann Wilhelm Klawitter
1827 gründete Johann Wilhelm Klawitter (1801–1863) auf der Brabank seine eigene Werft. Die Brabank wurde seit 1350 in Urkunden als Schiffsbauort genannt. Zwischen 1827 und 1877 baute die Klawitter-Werft 117 Segelschiffe mit zusammen 34.237 Normallasten à 2000 kg aus Eichenholz. Danach wurden Schiffe aus Stahl produziert. 1892 lieferte die Werft das letzte Segelschiff aus: Die 60 Meter lange Atlantic für die Reederei Brake an der Weser. Danach wurden ausschließlich Dampfschiffe produziert. Daneben betrieb man die Reparatur hölzerner Segler.
Das erste Dampfschiff wurde 1840 durch die Klawitter-Werft gebaut. Die Maschinenanlagen stammten aus England. 1841 baute die Werft den Seitenraddampfer Pfeil mit einer Länge von 32,6 Metern und das Schwesterschiff Blitz auf eigene Rechnung. Diese beiden Schiffe bildeten den Grundstock der 1841 gegründeten Firma „Alex Gibsone & J.W. Klawitter“, der späteren „„Weichsel“ Danziger Dampfschiffahrts- und Seebad-AG“. Die Firma betrieb die Schleppschifffahrt zwischen Danzig, dem Hafen Neufahrwasser und der Reede sowie die Weichselschifffahrt. Sie war die größte Firma ihrer Art in Danzig und betrieb 1926 16 Passagierdampfer und 9 Schlepper.
Neben dem Gründer ist vor allem dessen Bruder, Gustav D. Klawitter (gestorben 1838) für die Geschichte der Werft wichtig. Er war Schiffsbaumeister und Lehrer an der königlichen Schiffsbauschule in Stettin. Sein Lehrbuch „Vorlege-Blätter für Schiff-Bauer“ war das Standardwerk seiner Zeit. Er gehörte 1833 der Kommission zur Beratung der preußischen Flottenpläne an. Von ihm stammten die Pläne für die Amazone, die 1834 fertiggestellte erste Übungskorvette der preußischen Marine.
Obwohl Johann Wilhelm Klawitter seine eigene Werft besaß, zeichnete er als Schiffsbaumeister auch für den Bau des ersten preußischen Kriegsschiffs, das mit Dampf betrieben wurde und auf der Königlichen Werft Danzig erbaut wurde, verantwortlich. Diese Radkorvette Danzig wurde am 13. November 1851 in Anwesenheit des Königs auf der Königlich Preußischen Marinewerft zu Wasser gelassen.
Die Klawitter-Werft baute zwei weitere Kriegsschiffe, die beiden Kanonenboote Fuchs und Hai.
1852/54 baute die Werft das erste deutsche Schwimmdock. Es war für über 60 Jahre das einzige Dock in Danzig.

### Julius Wilhelm Klawitter
Nach dem Tod des Unternehmensgründers 1863 führte sein Sohn Julius Wilhelm Klawitter (1830–1910) die Werft fort. Er modernisierte das Unternehmen grundlegend und erweiterte die Werft ab 1886 um eine Eisengießerei in Danzig-Strohteich und 1888 um eine Fabrik für Schiffsmaschinen und eine Kesselschmiede. Julius Wilhelm Klawitter starb 1910 und hinterließ seinen beiden Söhnen Carl William und Friedrich Wilhelm eine leistungsfähige Werft für alle Arten von Schiffen. Eine Spezialität der Werft waren Eisbrecher.

### Carl William Klawitter (1856–1929) und Friedrich Wilhelm Klawitter (1866–1942)
Carl William Klawitter hatte nach einer zunächst branchenfremden Karriere von 1882 bis 1885 eine Ausbildung bei den Kieler Howaldtswerken genossen, bevor er die kaufmännische Leitung des Familienunternehmens übernahm. Sein Bruder, der Ingenieur Friedrich Wilhelm Klawitter, hatte die technische Leitung der „J. W. Klawitter G.m.b.H“ (beide waren zu gleichen Teilen Eigentümer).
Zum Beginn des Ersten Weltkriegs wurde das 400ste Schiff der Werft zu Wasser gelassen. Die Firma beschäftigte nun 350 Mitarbeiter. Mit dem Krieg endete das Auslandsgeschäft. Viele Beschäftigte wurden entlassen. Nach dem Krieg war Danzig als „Freie Stadt“ vom Deutschen Reich abgetrennt, und die neuen Zollschranken (Danzig war mit Polen ein Zollgebiet) behinderten den Wiederaufbau. Beide Brüder waren auch politisch für die DNVP aktiv. Willi Klawitter wurde Präsident der Danziger Handelskammer, Mitglied des Hafenausschusses und wurde in den Staatsrat berufen. Fritz war eine Wahlperiode lang Abgeordneter im Volkstag.
In den 1920er Jahren traten die Kinder von Willi Klawitter in die Firma ein. Diese stand aber kurz vor dem Ende. Ab 1927 übernahm die Werftbetriebsgesellschaft Klawitter & Co. den Betrieb, geriet aber im Zuge der Weltwirtschaftskrise und wegen der Abtrennung Danzigs vom Deutschen Reich in Schwierigkeiten. Nachdem in den letzten Jahren fast nur noch Küstensegler repariert worden waren, schloss der Betrieb 1931. Das letzte Schiff war der Dampfer Wologda, der am 14. Juni 1930 an den Auftraggeber, die russische Handelsvertretung abgeliefert wurde. Während ihres Bestehens hatte die Werft 500 Schiffe gebaut.

## Bedeutende Schiffe
- Rumpf der Dampfkorvette Danzig (Preußische Marine)
- Dampfkanonenboot Fuchs
- Dampfkanonenboot Hay
- Rumpf des Kanonenboots Cyclop (Kaiserliche Marine)